# 容嫔
容嬪（1837年7月6日—1869年6月21日），伊爾根覺羅氏，鑲黃旗包衣佐領下人，咸安宮官學從六品清話教習薩爾杭阿之獨生女。清朝咸豐帝之嬪。

## 生平
道光十七年六月初四日出生。
咸豐三年（1853年）八月，已封為容常在，如意館「實銷恭畫容常在等喜容半身像共用工料銀兩」，所以如意館曾經繪畫容常在半身像。同年十月二十日，容常在位下新進宮女子二名。
咸豐五年十月，容常在已晉為容貴人。咸豐十一年（1861年）十月，同治帝尊封容貴人為皇考容嬪，然而尊封容嬪的事宜，在其去世時仍未辦理，並且因其去世而停止製造鍍金銀冊及采仗。
同治八年（1869年）五月十二日，容嬪去世，遺體挪至吉安所安放，禧嫔察哈喇氏和庆嫔張氏出宫前往吉安所看视，容嫔金棺之後奉移至田村暫安，最終入葬定陵妃園寢（今河北省遵化市清東陵內） 。在此之前的六月初七日，總管張得喜呈《容嬪下穿孝官女子正白旗原披甲人興章之女大妞等由父母接出任其婚配止退吃食單》。

## 家族
容嬪家族譜系如下：
- 曾祖父：伊里布，內務府披甲人。
- 祖父：慱爾豁，伊里布之獨子。嘉慶年間為考試翻譯生員、內務府披甲人[8]，仕至六品教習。
- 父親：薩爾杭阿，慱爾豁之獨子。嘉慶元年出生。道光年間曾任咸安宮官學清話教習，道光十一年，因五年期滿而照例晉升至七品[9]。道光十六年，因期滿而照例晉升至從六品[10]。道光十八年五月十三日因病去世。
- 生母：駱氏，鑲黃旗包衣管領下人。丈夫因病去世後，母女二人只靠每月一兩的孀婦錢糧生活[11]，並且借住在丈夫出了五服的族兄英奎的家裏。咸豐十一年，剛登極的同治帝尊封容貴人為容嬪時，英奎的親叔伯筆帖式阿昌阿（即容嬪的族叔）作為族長，代表家族謝恩。